# Ordinariaat (kerkelijk)
Een ordinariaat is het ambt of het ambtsgebied van een ordinarius.
Een militair ordinariaat is een legerbisdom van de Katholieke Kerk dat belast is met de geestelijke zorg voor militairen.
Een persoonlijk ordinariaat is een niet-territoriale eenheid binnen de rooms-katholieke hiërarchie, die doorgaans onder het gezag van een bisschop staat. De mogelijkheid tot het oprichten van een dergelijke eenheid werd in november 2009 door paus Benedictus XVI voorzien door middel van de apostolische constitutie Anglicanorum Coetibus. In deze mogelijkheid werd voorzien om de hereniging mogelijk te maken met anglicanen die ontevreden zijn over bepaalde tendensen binnen de Anglicaanse Kerk. Tussen 2009 en 2012 werden drie dergelijke persoonlijke ordinariaten opgericht.